# قصه‌های شبانه
قصه‌های شبانه یک مجموعه عروسکی تلویزیونی محصول سال ۱۳۷۹ به کارگردانی و نویسندگی محمد رحمانیان می‌باشد که از شبکهٔ دو پخش شد.

## بازیگران
- رضا بابک
- احمد آقالو
- امیر غفارمنش
- سوسن مقصودلو[۱]
- جواد عزتی